# Pedersenia macrophylla
Pedersenia macrophylla är en amarantväxtart som först beskrevs av Robert Elias Fries, och fick sitt nu gällande namn av Josef Holub. Pedersenia macrophylla ingår i släktet Pedersenia och familjen amarantväxter. Inga underarter finns listade i Catalogue of Life.